# 7349 Ernestmaes
7349 Ernestmaes (1993 QK4) là một tiểu hành tinh vành đai chính được phát hiện ngày 18 tháng 8 năm 1993 bởi E. W. Elst ở Caussols.